# Hemigymnus sexfasciatus
Hemigymnus sexfasciatus  (Rüppell, 1835) è un pesce marino appartenente alla famiglia Labridae.

## Distribuzione e habitat
Proviene dalle barriere coralline del mar Rosso e dell'ovest dell'oceano Indiano, dove è presente nel golfo di Tagiura e lungo le coste dello Yemen; è anche stato segnalato a Socotra. È la specie di Hemigymnus meno comune. Vive fino a 20 m di profondità.

## Descrizione
La lunghezza massima registrata è di 36,5 cm.
I giovani sono compressi lateralmente e hanno una colorazione verde-giallastra irregolare. Gli adulti sono più tozzi, con una caratteristica colorazione a fasce verticali nere e bianche. Nelle femmine giovani, tutto il corpo è ricoperto da esse, formando sei aree nere ben distinte, e solo intorno all'occhio è presente una colorazione iridescente rosa-verde. Cambiando sesso (questa specie è ermafrodita proteroginica), l'area rosa-verde si estende e compaiono striature blu e arancioni sulle pinne pelviche. I maschi hanno una colorazione a fasce poco definite, con una tonalità verde-dorata.

## Biologia

### Alimentazione
Come le altre specie di questo genere, si nutre di invertebrati che trova setacciando la sabbia.

### Riproduzione
È oviparo e la fecondazione è esterna. Non ci sono cure verso le uova.

## Conservazione
La lista rossa IUCN ha classificato H. sexfasciatus come "dati insufficienti" (DD) nel 2010 perché le informazioni sia sulla biologia che sull'areale di questa specie sono poche e probabilmente incomplete. È occasionalmente catturato durante la pesca per l'alimentazione, ma non sono note particolari minacce alla sua sopravvivenza.